# Reial Club Deportiu Mallorca (femení)
El Real Club Deportiu Mallorca (femení) fou un equipo de futbol femení de Palma (Mallorca) fundat el 2008 i dissolt en 2013 com a secció del RCD Mallorca. Va jugar a categories territorials i va arribar a competir a Primera Nacional, llavors segon nivell del futbol femení espanyol.

## Història

### Els inicis
L'equip es va crear el 2008 en absorbir en bloc l'equip del Recreatiu Penya Arrabal, del barri de Santa Catalina de Palma, més alguns fitxatges d'altres equips, atretes per l'atractiu de formar part d'un club com el RCD Mallorca, formant així un equip potent. La secció fou concebuda com un projecte ambiciós, de cara a liderar el futbol femení a l'arxipèlag balear i seguir el camí d'altres clubs espanyols que gradualment creaven els seus equips femenins.
Llavors la competició balear estava dominada per dos clubs: la UE Collera, que el 2009 assoliria l'ascens a la màxima categoria estatal, la Superlliga, i l'Sporting Ciutat de Palma, nascut el 2008 a partir del CD Son Cotoner de Primera Nacional, segona categoria absoluta estatal.

### Temporades
Al seu debut (temporada 2008-09) l'equip va acabar tercer del seu grup, només superat pels filials de la UD Collera i l'Sp. Ciutat de Palma; però va ser el màxim golejador de la categoria i va aconseguir l'ascens a la Lliga Autonòmica. Va tenir l'opció de pujar en quedar places lliures a Primera Nacional, però sorprenentment fou refusada.
Per a l'any següent (2009-10) va disputar la Lliga Autonòmica i va fregar l'ascens a categoria estatal, en quedar a només dos punts del campió, el CD Atlètic Jesús d'Eivissa.
Per fi, a la seva tercera temporada (2010-11) va acabar campió de la categoria, imposant-se per només un punt al filial de la UE Collera. Això va suposar l'ascens directe de les mallorquinistes a Primera Nacional.
L'arribada a categoria estatal (2011-12) havia de suposar la consolidació de l'equip mallorquinista; però va suposar l'inici del declivi. Ubicat en el Grup 7 de Primera Nacional va patir 23 derrotes en 26 partits, finalitzà cuer i va descendir.
En el retorn a la Lliga Autonòmica (2012-13), el potencial de l'equip ja no fou el d'abans. Va quedar en quarta posició, però en cap moment va tenir opció de recuperar la categoria perduda, quedant a 30 punts del primer lloc que donava l'ascens.

### Desaparició
Acabada la temporada, el RCD Mallorca va decidir dissoldre la secció (reduïda a un sol equip, ja que no existia futbol base) i les seves jugadores es varen escampar per altres equips.
Malgrat que el RCD Mallorca gaudia d'un pressupost important i competia llavors a Primera divisió, mai no va crear una estructura de futbol base femenina equivalent a la masculina i optava cada temporada per fitxar promeses d'altres clubs, sense crear una pedrera pròpia. A més, durant les primeres temporades es varen refusar oferiments d'ascendir a categoria estatal que desacreditaven els bons resultats assolits. A la llarga, la manca d'una aposta ferma pel futbol femení i la manca de rellevància dins el club va acabar amb la seva desaparició al cap de pocs anys.
En anys successius es va parlar de recuperar la secció, però mai no s'ha confirmat res.

### Classificacions en Lliga
- 2008-09: Regional, Grup A (3r)
- 2009-10: Lliga Autonòmica (2n)
- 2010-11: Lliga Autonòmica (1r)
- 2011-12: Primera Nacional, Grup 7 (14è)
- 2012-13: Lliga Autonòmica (4t)

 - Ascens 

 - Descens

## Entrenadors
- Ángel Florenza (2008-12)[8]
- Alejandro Clemente (2012-13)[9]

## Palmarès
- Lliga Autonòmica (1): 2010-11